# Viville (Francia)
Viville era una comuna francesa situada en el departamento de Charente, en la región de Nueva Aquitania, que el 1 de enero de 2017 pasó a ser una comuna delegada de la comuna nueva de Bellevigne al unirse con las comunas de Éraville, Malaville, Nonaville y Touzac.
Tiene una población estimada, a inicios de 2022, de 101 habitantes.

## Demografía
| Gráfica de evolución demográfica de Viville entre 1800 y 2022 |
|                                                               |

Los datos demográficos contemplados en este gráfico de la comuna de Viville se han cogido de 1800 a 1999 de la página francesa EHESS/Cassini, y los demás datos de la página del INSEE.